# Airs relevés

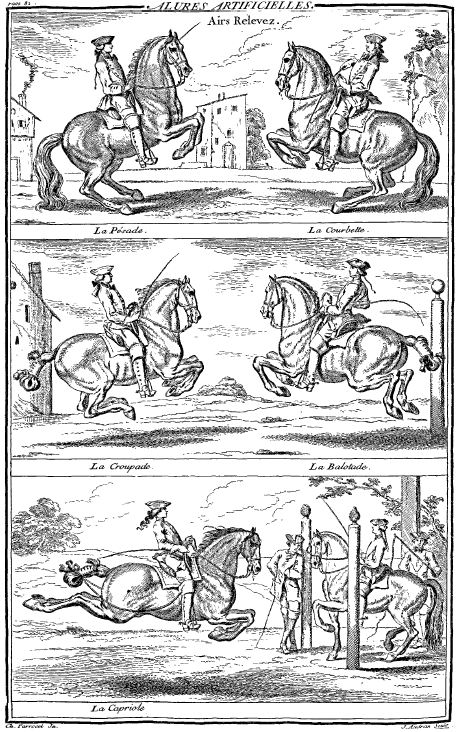
Airs relevés. Planche de Parrocel de l' École de cavalerie, François Robichon de La Guérinière (ed.1733)

Les airs relevés sont des figures de dressage de Haute école en équitation, exécutés rassemblées, au cours desquelles le cheval quitte le sol, soit seulement au niveau de son avant-main (« courbette » ou « pesade ») soit en totalité (« balotade », « cabriole »…). Lorsque le cheval lève simultanément son avant-main et son arrière-main, on les nomme "sauts d'école". Si tous les sauts font partie des airs relevés, l'inverse n'est pas vrai. Pour qu'il y ait saut, les quatre pieds du cheval doivent être à un moment donné hors de terre. Particulièrement techniques, ils sont enseignés et codifiés depuis la Renaissance. De nos jours, les écoles d'équitation comme le Cadre noir et l'école espagnole de Vienne les présentent en spectacle. ils constituent le couronnement de l'équitation artistique.

## Historique
Les airs relevés se sont développés en Italie à la Renaissance. Ils servaient à enrichir les chorégraphies des carrousels, notamment dans leur dernière partie, la "foule". Ils permettaient de prouver la valeur et la solidité en selle des cavaliers et représentaient l'aboutissement du dressage du cheval de manège.
A la Renaissance, les airs de manège ont d'abord eu pour objectif d'obtenir du cheval de guerre une soumission parfaite et une très grande maniabilité. Ils se sont alors répandus dans l'Europe entière et étaient pratiqués par tous les écuyers. Ils ont été définitivement ordonnés et répertoriés en France au début du XVIIIe siècle grâce à François Robichon de la Guerinière qui établit leur classification définitive, leur ordre logique, leur description et leur représentation détaillée. Il n'en retient que huit : la pesade, le terre-à-terre, le mézair, la courbette, la ballotade, la croupade, la cabriole et le pas et le saut. Ils seront alors repris par les maîtres de manège de Versailles et intègrent l'équitation classique.

### Apport du cheval andalou
Adapté à l'équitation de combat dit à la "génette, le cheval ibérique était naturellement pourvu des qualités que recherchaient les cavaliers des académies d'équitation. Fiaschi avait déjà noté en 1564 dans son Traité du maniement des chevaux, que "la plupart des chevaux d'Espagne,..., lorsqu'on commence à les retenir, abaissent les hanches quasi jusqu'à terre". Au début du XVIe siècle, le roi Ferdinand d'Aragon les introduisit dans son royaume de Naples où ils montrèrent leur aptitude aux airs relevés.
La réunion des maisons de Castille et d'Autriche sous les Habsbourg permit la promotion du cheval andalou dans les cours européennes. Il demeura jusqu'à la fin du XVIIIe siècle le cheval de manège par excellence et sera à l'origine des lippizans de l'école espagnole de Vienne, qui tire son nom de cette première remonte.

### Utilisation des airs relevés à la guerre
Contrairement à certaines croyances, les arts relevés n'étaient pas utilisés à la guerre où ils auraient permis d'éviter les coups ou de se dégager de la piétaille. S'ils permettaient aux cavaliers de se préparer aux dures secousses du champ de bataille et servaient aux nobles et aux officiers à parader sur le front des troupes, ils n'étaient pas utilisés au combat. Considérant la préparation et la précision qu'ils exigent, il est difficilement imaginable de les exécuter lors d'une confrontation où la rapidité et la promptitude de réaction sont vitales, et où toute action involontaire ou imprécise du cavalier pourrait être interprétée par le cheval. De plus, le poids du harnachement ajouté à celui du cavalier en armure auraient gêné le cheval et diminué son agilité. Déjà, en 1612, Salomon de La Broue met en garde contre l'amalgame entre équitation de guerre et équitation de manège dans son traité Préceptes de la cavalerie française. Pour La Guérinière, seules les pirouettes et demi-pirouettes présentent quelques utilités car elles "donnent la facilité de se retourner avec plus de vitesse dans un combat. Et si les airs relevés n'ont pas un avantage de cette nature, ils ont celui de donner au cheval la légèreté dont il a besoin pour franchir les haies et les fossés, ce qui contribue à la sûreté et à la conservation de celui qui le monte" (Ecole de cavalerie, 1733).

## Les différents airs relevés
La plupart des chevaux ne peuvent en général apprendre qu'un seul mouvement aérien lors de leur formation à cause de leur difficulté.

### Courbette

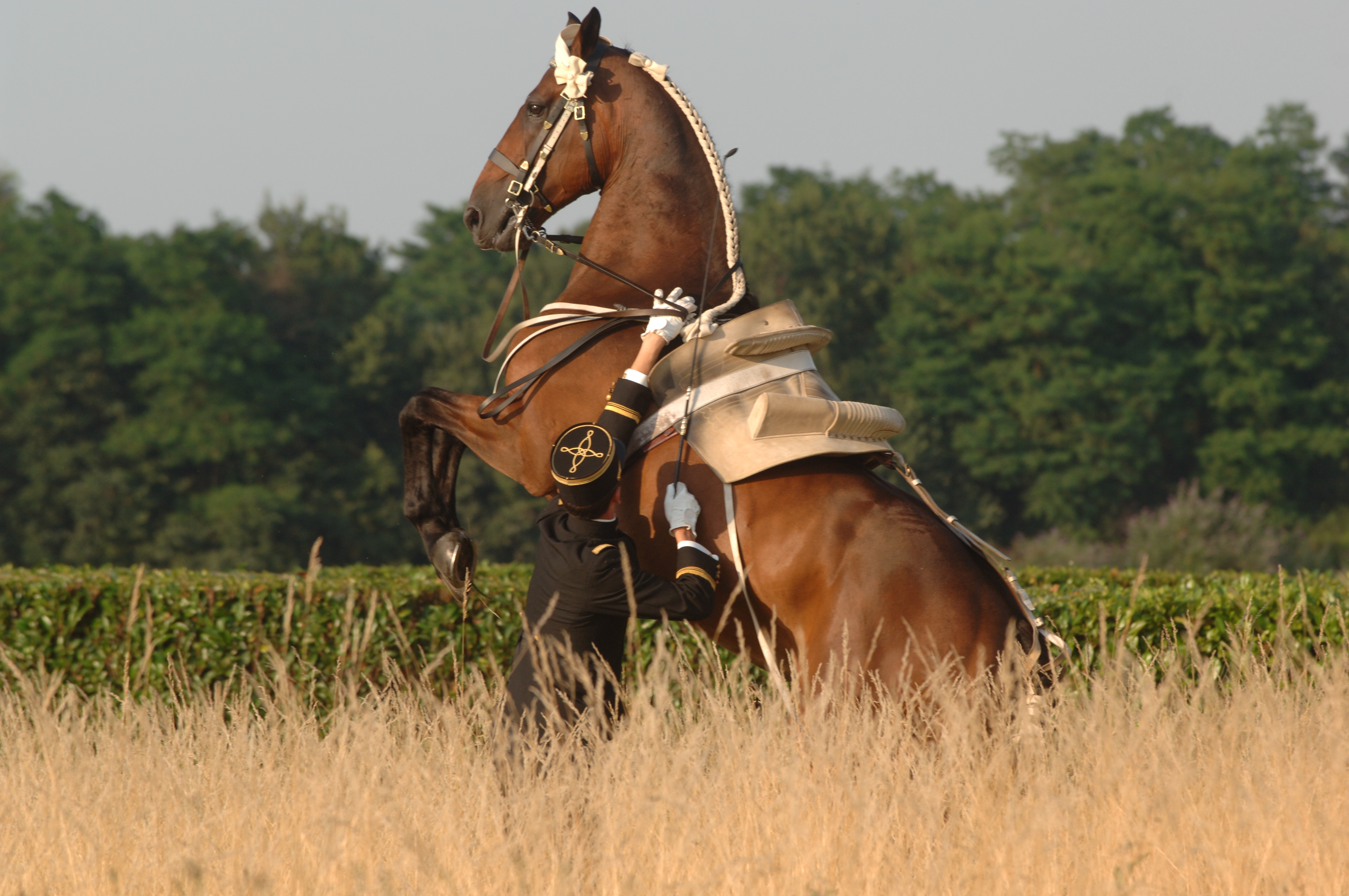
Courbette à la main par un écuyer du Cadre noir.

La courbette est une levade exécutée dans une cadence soutenue dans laquelle les hanches accompagnent l'avant-main lorsque celle-ci touche terre. Elle s'obtient à partir du trot ou du galop rassemblé, par une succession de demandes de pesades et de redéparts jusqu'à ce que le cheval n'interrompt plus le mouvement en avant entre chaque enlevée des antérieurs. Connue dès la Renaissance, cet air était demandé sur des figures de manège comme les voltes, les demi-voltes et les changements de main. C'était un saut très prisé car il mettait en valeur son cavalier. C'est aussi un mouvement préparatoire aux sauts plus élevés en leur servant de prise d'élan. On ignore si son nom est d'origine française ou italienne.
La Courbette classique, telle que pratiquée l'École de Versailles, consiste en une levade dans laquelle les postérieurs forment un angle de 35 degrés avec le sol, elle est l'expression d'un haut niveau de rassembler du cheval.
Au Cadre noir le cheval se dresse directement vers le ciel, antérieurs ployés et non en partant de la pesade comme elle l'était à l'École de Versailles. C'est un cabrer exécuté sur des jarrets tendus.Le Cheval perd son rassembler, et c'est pourquoi cette courbette n'est pas classique. Le cavalier, qui ne chausse pas d'étrier, garde sa position et se retrouve en arrière de la verticale.
Dans la Courbette Viennoise, le cheval bondit par détente des jarrets, en partant de la pesade. Les postérieurs quittent le sol. Cette variante est pratiquée à l'école espagnole de Vienne qui en est à l'origine mais aussi par l'Ecole Royale Andalouse.

### Levade et pesade

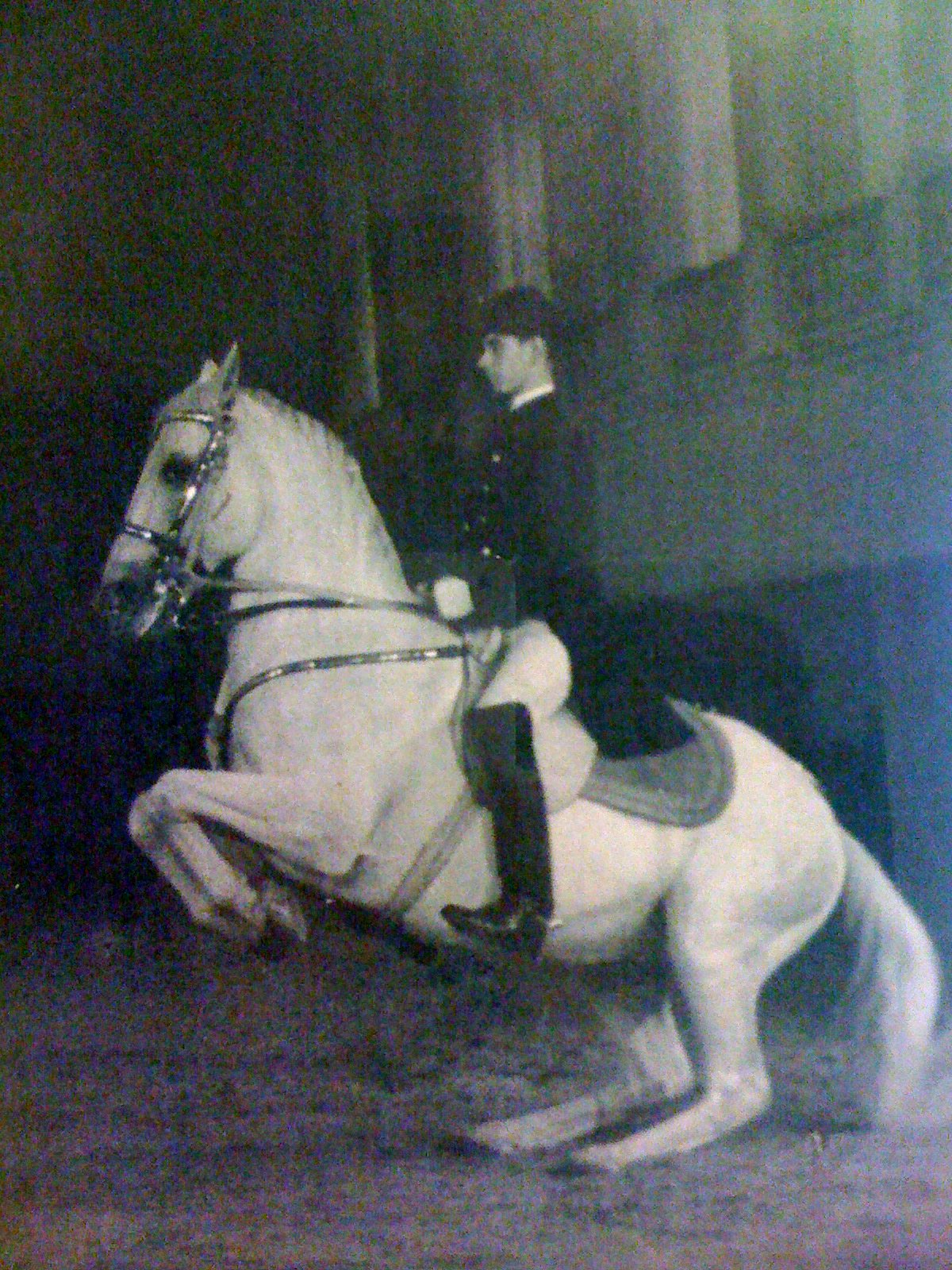
Levade par l'école espagnole de Vienne.

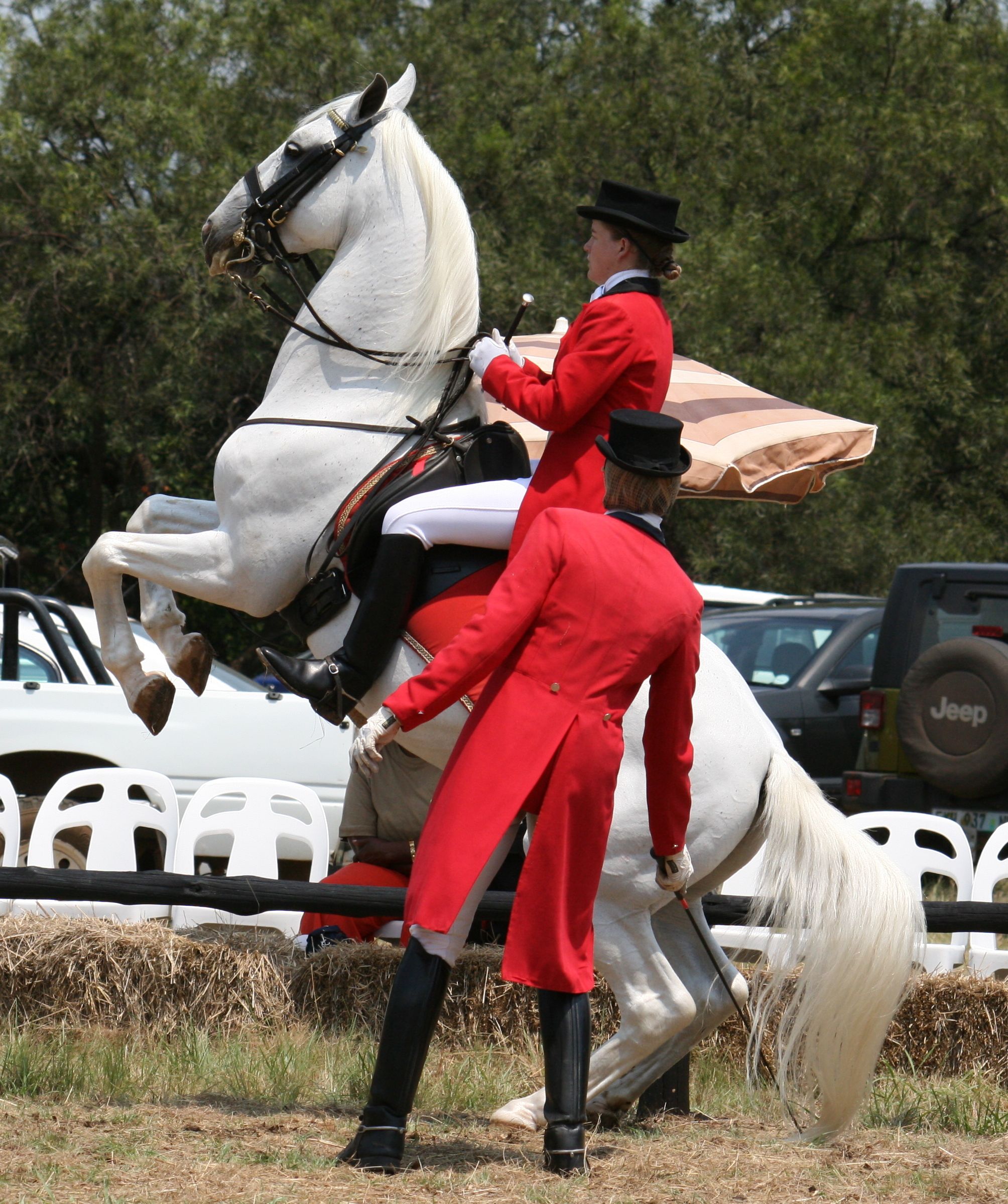
Pesade interprétée par l'école lipizzane d'Afrique du Sud.

Dans ses deux figures, le cheval s'assied sur ses postérieurs qui restent immobiles et lève son avant-main en repliant ses antérieurs.
Pour la levade, le cheval se tient uniquement sur ses membres postérieurs en formant un angle de 35 degrés avec le sol. La pesade est plus facile (car le porte-à-faux est moindre), le cheval doit former un angle de 45 degrés avec le sol.
Théorisée dès la Renaissance, la pesade est un air relevé dont le nom vient de l'italien posato (de posare ou posarsiː poser, se poser). Selon Cesare Fiaschi (Traité du maniement des chevaux), elle s'est d'abord appelée "orsade" "parce que le cheval les faisant, levait les bras comme un ours". La pesade apprend au cheval à soutenir le devant et à fléchir les jarrets. Elle est enseignée pour cette raison comme exercice préparatoire aux autres airs relevés. Elle est encore utilisée pour "ralléger" l'avant-main lorsque cela est nécessaire, rééquilibrer le cheval, tout en donnant de la grâce à la fin d'une série de mouvements ou de figures de manège. Ce n'est pas un saut, le cheval gardant les postérieurs au sol.

### Croupade, cabriole et ballotade

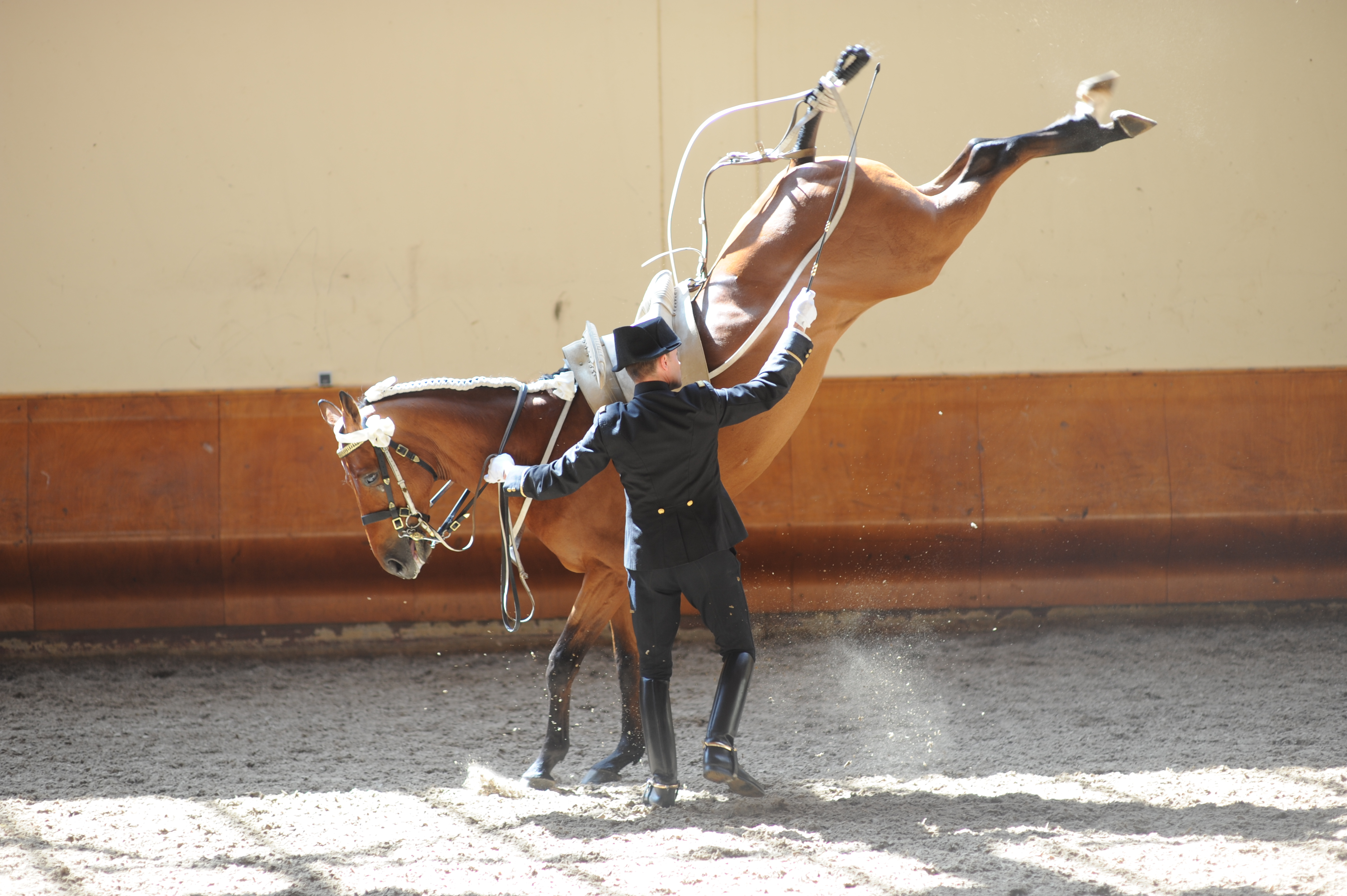
Croupade à la main par un écuyer du Cadre noir.

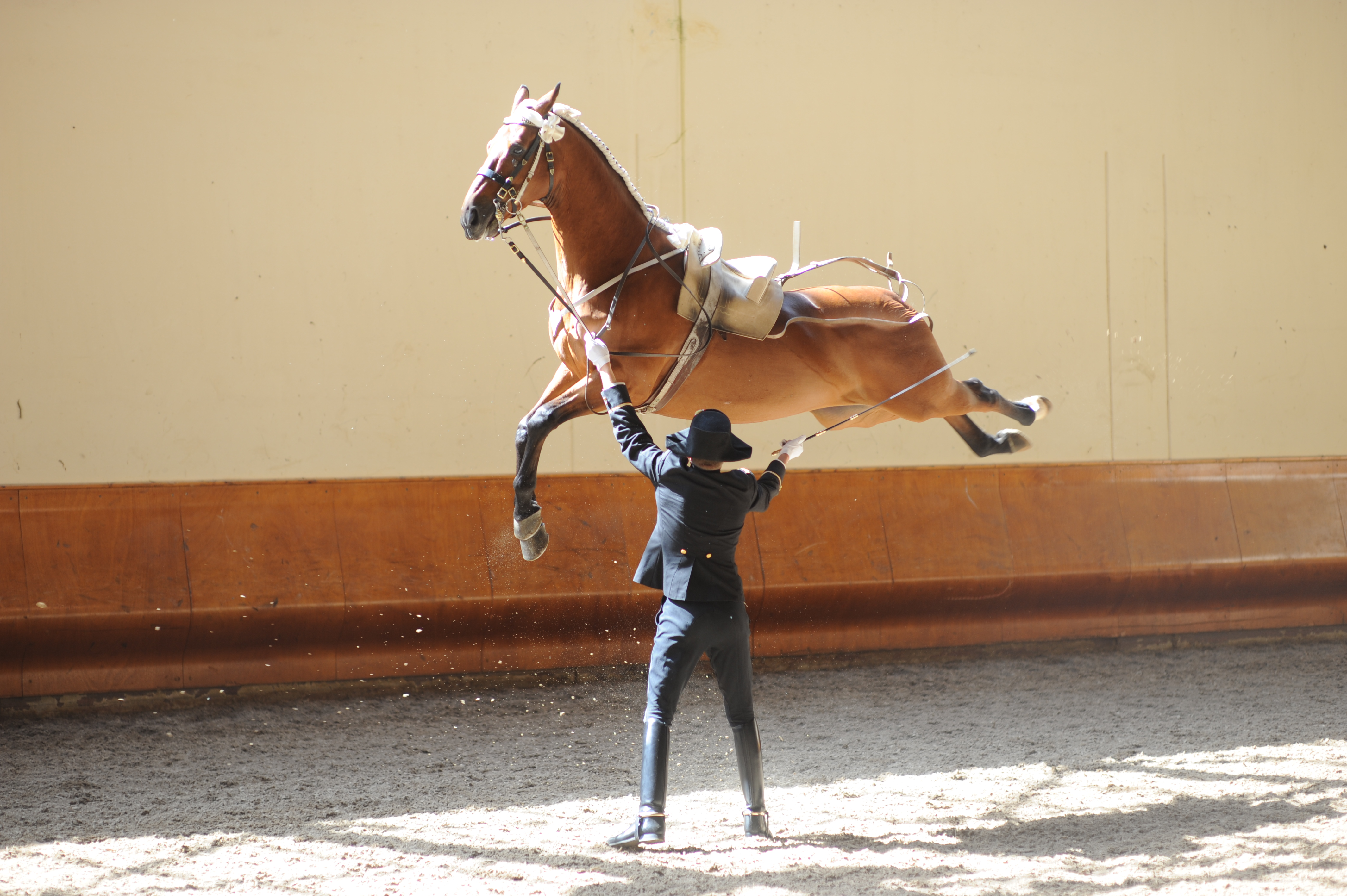
Cabriole à la main par un écuyer du Cadre noir.

La « croupade » pratiquée Saumur, où le cheval rue de pied ferme, les antérieurs à l’appui, n’est pas classique. Elle n’est pas exécutée à Vienne. Elle permet de confirmer l'assiette des cavaliers.
La « croupade' classique » ou « groupade' » étaient pratiquées à l'École de Versailles et à Vienne. Dans ce mouvement le cheval bondit en l'air et lorsqu'il est à l'horizontale, regroupe ses postérieurs sous sa masse en les mettant à la même hauteur que les antérieurs.
Dans la « cabriole ou capriole pratiquée tant à Saumur qu'à l'École de Vienne, le cheval au terre-à-terre lève haut l'avant-main, quitte le sol par la détente de ses postérieurs et détache avec force une ruade, postérieurs tendus horizontalement imitant le saut du cabri. Son nom vient de l'italien capriolo, chevreuil. Salomon de La Broue explique dans son traité Préceptes du cavalerice françois, que ce saut avait d'abord été nommé "saut de ferme à ferme" avant que les Napolitains changent son nom "disant que c'est à l'imitation de l'air des sauts que le chevreuil fait en courant, et parce qu'au lieu de ce mot chevreuil, ils disent en leur langue caprio". C'est le saut le plus classique conservé au Cadre noir. Elle est considérée comme le plus élevé de tous les sauts car elle est l'aboutissement le plus spectaculaire du degré de soumission et de rassembler du cheval. Ce saut était déjà pratiqué à la Renaissance.
La ballotade est une figure intermédiaire entre croupade et cabriole ; à la différence de la cabriole, le cheval ne rue pas au sommet de son élévation, mais montre ses fers arrières, comme s'il allait ruer.
Ces trois airs ne diffèrent entre eux que par la position des membres postérieurs.

### Mézair
Levade au cours de laquelle le cheval gagne du terrain, à chaque fois qu'il se relève ou s'abaisse. Cet air se situe entre le terre-à-terre rassemblé et la courbette. Son nom vient de l'italien mezzoː demi, moitié. C'est un air d'apprentissage plus que de présentation qui fut utilisé dès la Renaissance. Il ne sera répertorié et considéré comme un saut que tardivement.

### Terre-à-terre
Classé parmi les airs relevés par Pluvinel à la Renaissance, le "terre-à-terre" est une sorte de galop à deux temps, dans lequel le cheval passe alternativement des postérieurs sur les antérieurs en gardant les membres alignés par paire et dédiagonalisant son galop, tout en tenant les hanches légèrement à l'intérieur.
Au XVIIIe siècle, le terre-à-terre sera considéré comme le fondement de tous les sauts d'école, ceux-ci s'exécutant comme lui en deux temps. Il ne sera pas lui-même considéré comme un saut, le cheval restant trop près du sol.

### Saut de mouton
Le saut de mouton est un saut d'école utilisé à la Renaissance dans lequel le cheval bondit sur place et, tout en ruant, retombe au même endroit sur les antérieurs. ce saut sera abandonné rapidement car le cheval rue en descendant, ce qui pose des problèmes d'assiette au cavalier, celui-ci risquant d'être déstabilisé et de perdre l'attitude noble et aisée qui lui sied au manège.

### Le pas et le saut ou galop gaillard
Air pratiqué à la Renaissance, le galop gaillard se forme en trois temps : un premier temps dans le galop rassemblé, puis une courbette suivie d'une cabriole. Peu usité, il a été délaissé au profit des autres airs.

## Races prédisposes aux airs relevés
Tous les chevaux baroques sont prédisposés aux airs relevés, et ces figures aériennes apprises à la Hohe Schule, ont rendu les lipizzans célèbres. Le Pure race espagnole et le lusitanien sont également très fréquents.

## Représentations dans les arts
Ludwig Koch a réalisé une série d’illustrations en couleur consacrées aux airs relevés en observant l'école espagnole de Vienne :

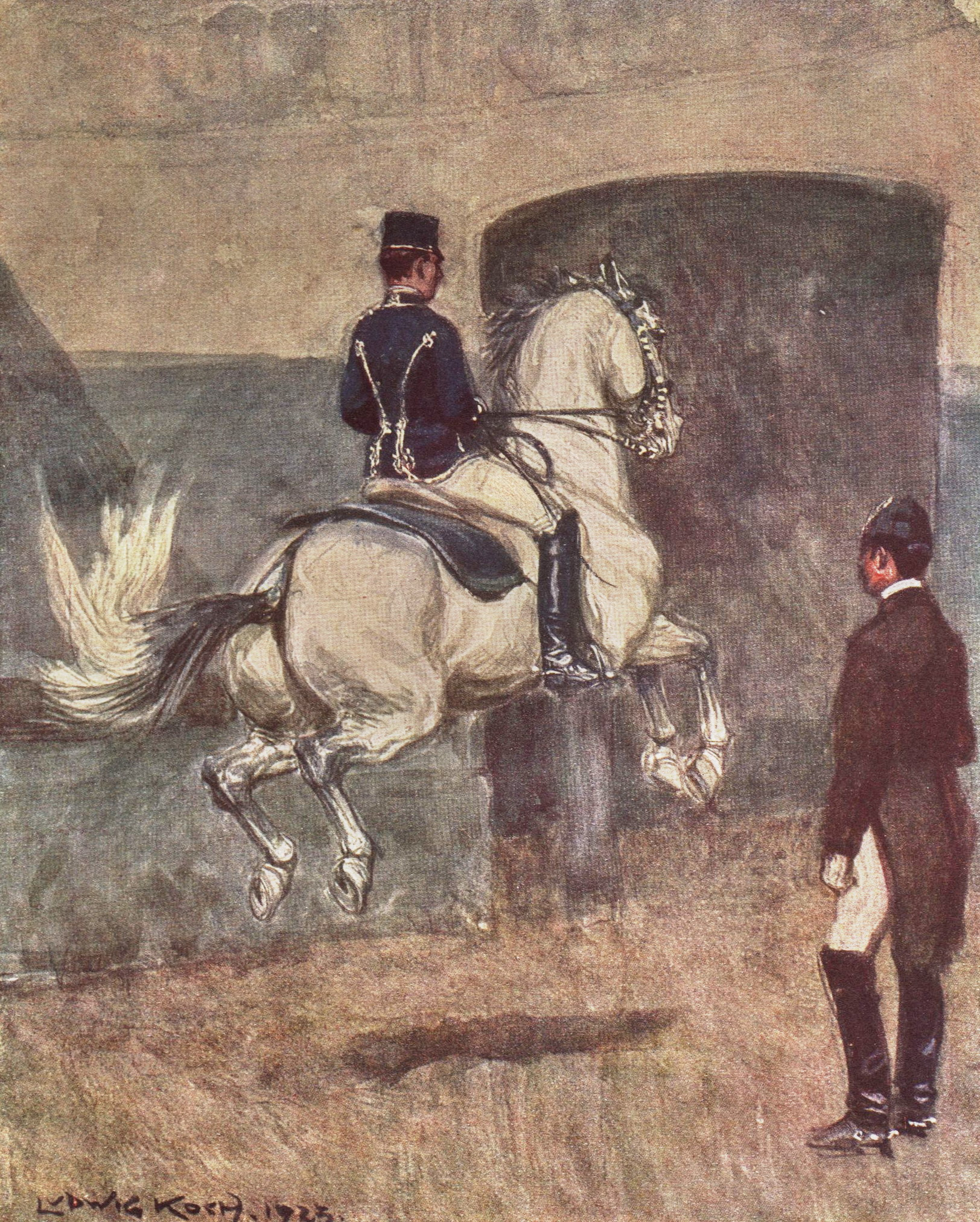
Ballotade
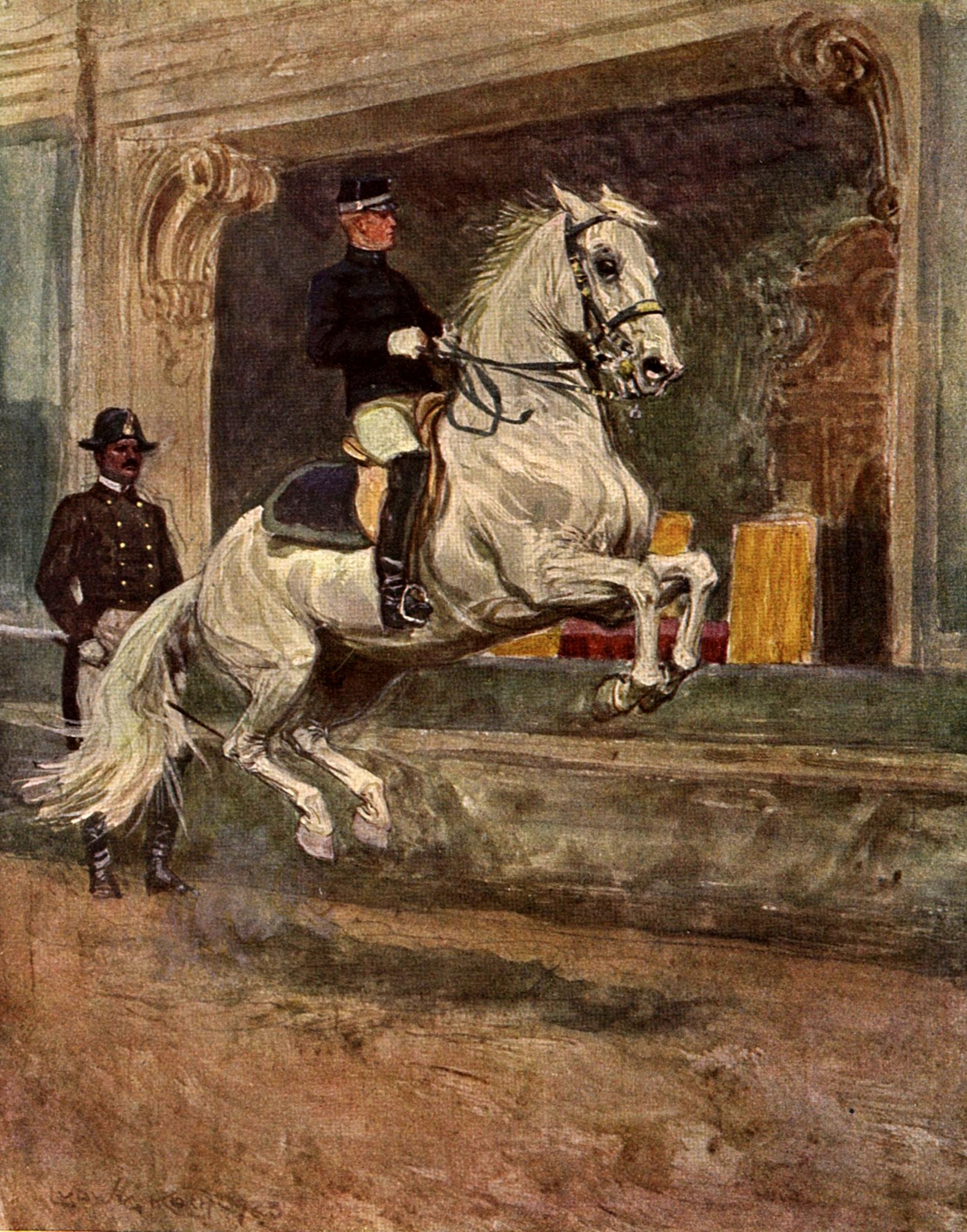
Croupade
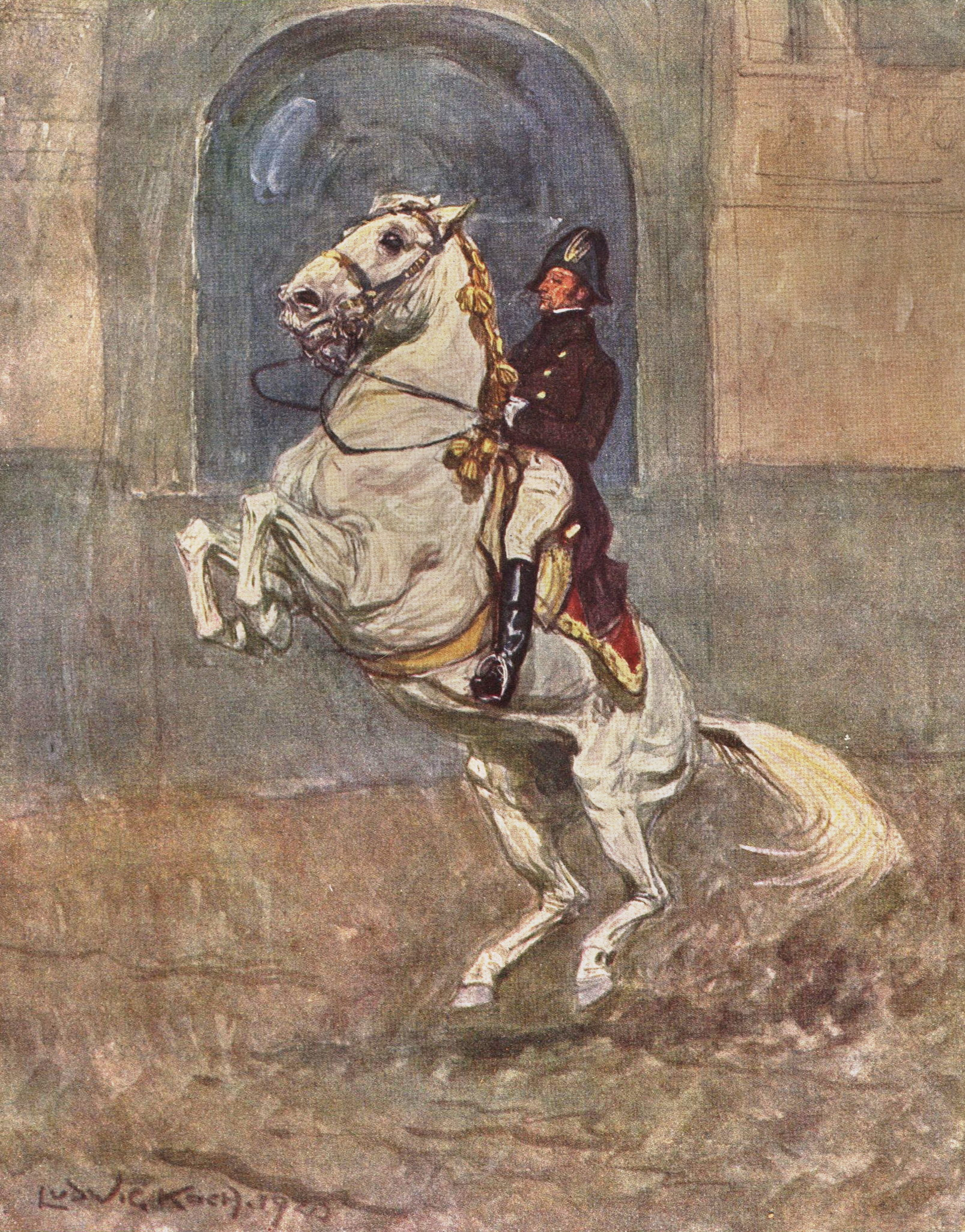
Courbette
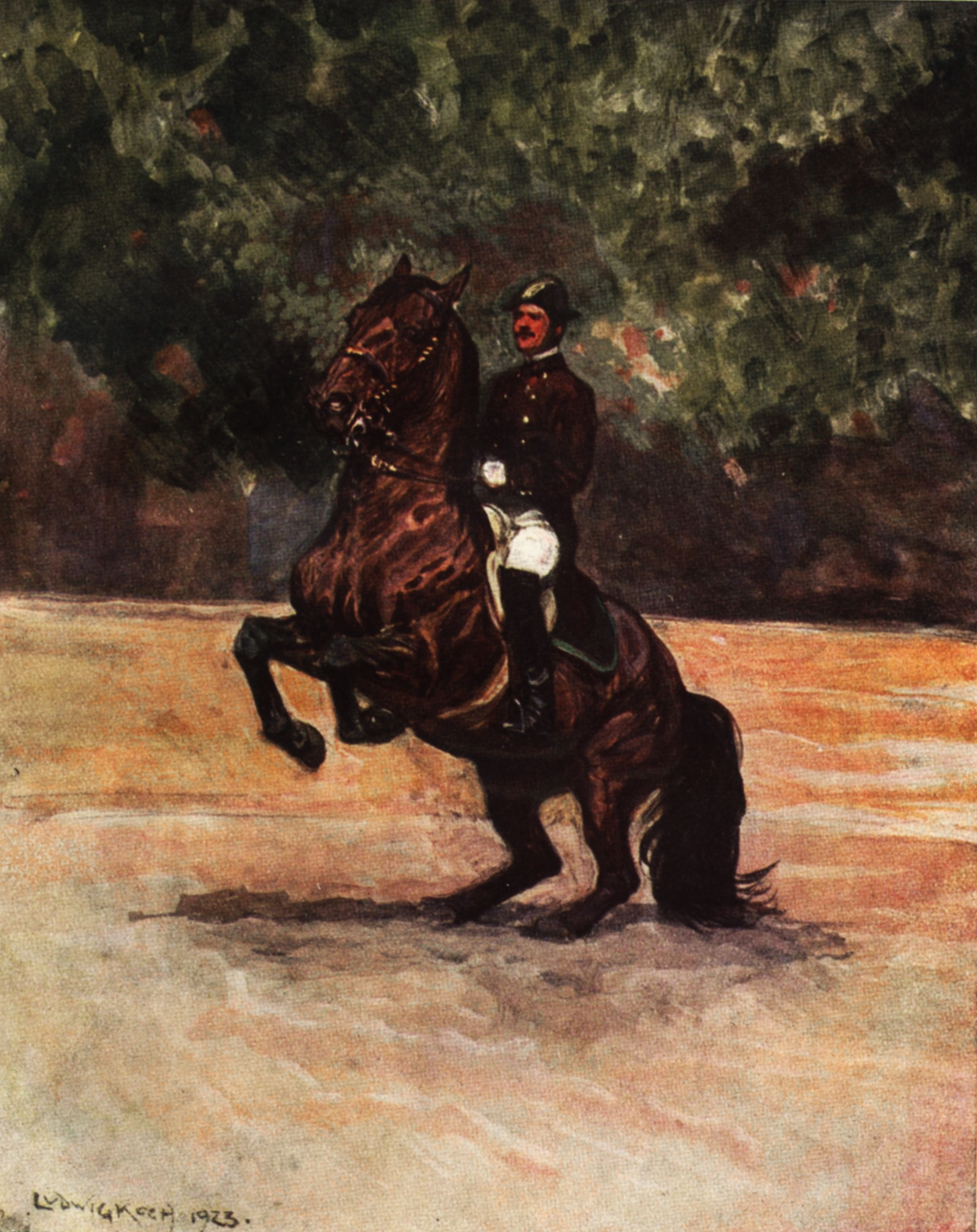
Levade
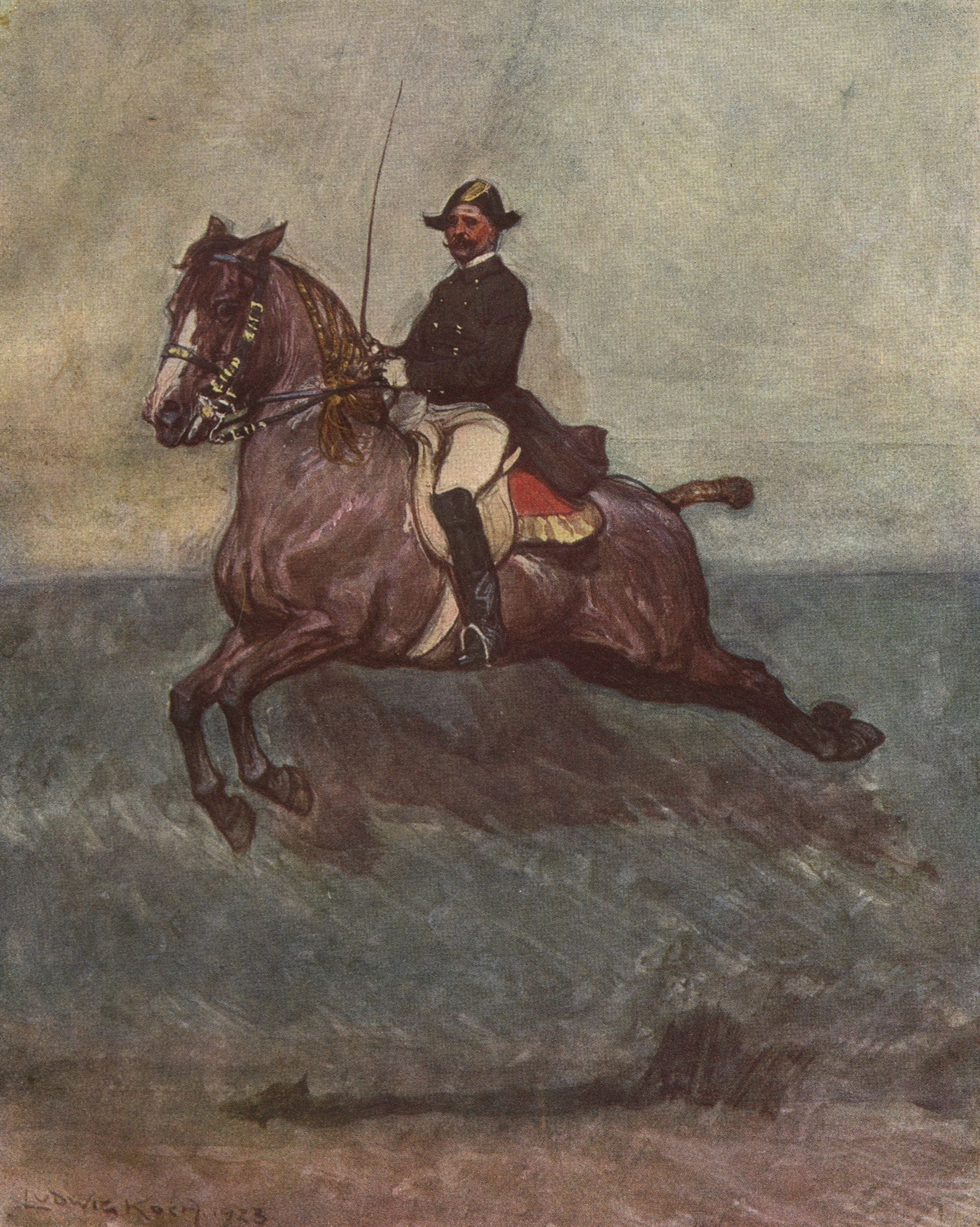
Cabriole